# Cumbre del G-20 de San Petersburgo
La Cumbre del G-20 de San Petersburgo fue la octava cumbre de jefes de Estado y de gobierno de los países del G-20. Las reuniones de los mandatarios se celebraron los días 5 y 6 de septiembre de 2013 en el Palacio de Constantino de San Petersburgo (Rusia).
Según declaraciones de Serguéi Ivanov, alto cargo de la administración rusa, en San Petersburgo se estudiaron propuestas pensadas para lograr un desarrollo económico a nivel mundial estable y sostenible. A este respecto, Vladímir Putin, presidente de Rusia, afirmó:

Quiero ponerle más atención a la arquitectura de las relaciones financieras internacionales, entender qué va a pasar en la Eurozona, llegar a un acuerdo como será el Fondo Monetario Internacional a futuro.

## Asistentes
A la cumbre de 2013, además de los países miembros, acudieron una serie de países y organismos invitados. Como en ocasiones anteriores, el anfitrión puede invitar a las reuniones a un máximo de cinco países no miembros del G-20 y a un número indeterminado de organizaciones internacionales. A Rusia acudirán, además de España que tiene la categoría de «invitado permanente», los siguientes países:
| Miembros del G-20 País anfitrión está indicado en negrita. | Miembros del G-20 País anfitrión está indicado en negrita. | Miembros del G-20 País anfitrión está indicado en negrita. | Miembros del G-20 País anfitrión está indicado en negrita. |
| Miembro                                                    | Miembro                                                    | Representado por                                           | Título                                                     |
| ---------------------------------------------------------- | ---------------------------------------------------------- | ---------------------------------------------------------- | ---------------------------------------------------------- |
| Bandera de Alemania                                        | Alemania                                                   | Angela Merkel                                              | Canciller                                                  |
| Bandera de Arabia Saudita                                  | Arabia Saudita                                             | Abdalá bin Abdelaziz                                       | Rey                                                        |
| Bandera de Argentina                                       | Argentina                                                  | Cristina Fernández de Kirchner                             | Presidente                                                 |
| Bandera de Australia                                       | Australia                                                  | Bob Carr                                                   | Ministro de asuntos exteriores                             |
| Bandera de Brasil                                          | Brasil                                                     | Dilma Rousseff                                             | Presidente                                                 |
| Bandera de Canadá                                          | Canadá                                                     | Stephen Harper                                             | Primer ministro                                            |
| Bandera de la República Popular China                      | China                                                      | Xi Jinping                                                 | Presidente                                                 |
| Bandera de Corea del Sur                                   | Corea del Sur                                              | Park Geun-hye                                              | Presidenta                                                 |
| Bandera de Estados Unidos                                  | Estados Unidos                                             | Barack Obama                                               | Presidente                                                 |
| Bandera de Francia                                         | Francia                                                    | François Hollande                                          | Presidente                                                 |
| Bandera de la India                                        | India                                                      | Manmohan Singh                                             | Primer ministro                                            |
| Bandera de Indonesia                                       | Indonesia                                                  | Susilo Bambang Yudhoyono                                   | Presidente                                                 |
| Bandera de Italia                                          | Italia                                                     | Enrico Letta                                               | Primer ministro                                            |
| Bandera de Japón                                           | Japón                                                      | Shinzō Abe                                                 | Primer ministro                                            |
| Bandera de México                                          | México                                                     | Enrique Peña Nieto                                         | Presidente                                                 |
| Bandera del Reino Unido                                    | Reino Unido                                                | David Cameron                                              | Primer ministro                                            |
| Bandera de Rusia                                           | Rusia                                                      | Vladímir Putin                                             | Presidente                                                 |
| Bandera de Sudáfrica                                       | Sudáfrica                                                  | Jacob Zuma                                                 | Presidente                                                 |
| Bandera de Turquía                                         | Turquía                                                    | Recep Tayyip Erdoğan                                       | Primer ministro                                            |
| Bandera de Unión Europea                                   | Comisión Europea                                           | José Manuel Barroso                                        | Presidente                                                 |
| Bandera de Unión Europea                                   | Consejo Europeo                                            | Herman Van Rompuy                                          | Presidente                                                 |

| Países Invitados      |            |                        |                         |
| País                  | País       | Representado por       | Título                  |
| Bandera de Brunéi     | Brunéi     | Al-Muhtadee Billah     | Príncipe                |
| Bandera de España     | España     | Mariano Rajoy          | Presidente del gobierno |
| Bandera de Etiopía    | Etiopía    | Haile Mariam Desalegne | Primer ministro         |
| Bandera de Kazajistán | Kazajistán | Serik Akhmetov         | Primer ministro         |
| Bandera de Senegal    | Senegal    | Macky Sall             | Presidente              |
| Bandera de Singapur   | Singapur   | Lee Hsien Loong        | Primer ministro         |

| Organizaciones Internacionales |                                                                                 |                        |                                                               |
| Organización                   | Organización                                                                    | Representado por       | Título                                                        |
|                                | Banco Mundial                                                                   | Robert Zoellick        | Presidente del Banco Mundial                                  |
|                                | Fondo Monetario Internacional (FMI)                                             | Christine Lagarde      | Director General del FMI                                      |
|                                | Foro para la Estabilidad Financiera                                             | Mark Carney            | Director del Foro para la Estabilidad Financiera              |
| Bandera de las Naciones Unidas | Organización de las Naciones Unidas (ONU)                                       | Ban Ki-moon            | Secretario General de la ONU                                  |
|                                | Organización de las Naciones Unidas para la Alimentación y la Agricultura (FAO) | José Graziano da Silva | Director General de la FAO                                    |
|                                | Organización Internacional del Trabajo (OIT)                                    | Juan Somavía           | Director General de la Organización Internacional del Trabajo |
|                                | Organización Mundial del Comercio (OMC)                                         | Pascal Lamy            | Director General de la Organización Mundial del Comercio      |
|                                | Organización para la Cooperación y el Desarrollo Económicos (OCDE)              | José Ángel Gurría      | Secretario General de la OCDE                                 |

- Brunéi, que preside la Asociación de Naciones del Sudeste Asiático
- Etiopía, que ejerce la presidencia de la Unión Africana
- Kazajistán, representando a la Comunidad de Estados Independientes
- Senegal, como líder de la Nueva Alianza para el Desarrollo de África
- Singapur, que preside del Comité de Finanzas del Fondo Monetario Internacional

El Gobierno ruso ha invitado también a las siguientes organizaciones internacionales:
- Banco Mundial (BM)
- Fondo Monetario Internacional (FMI)
- Organización para la Cooperación y el Desarrollo Económico (OCDE)
- Organización Internacional del Trabajo (OIT)
- Organización Mundial del Comercio (OMC)
- Organización de las Naciones Unidas (ONU)

## Galería de líderes participantes
- Alemania
Angela Merkel
- Arabia Saudita
Abdalá bin Abdelaziz
- Argentina 
Cristina Fernández de Kirchner
- Australia
Bob Carr
- Brasil
Dilma Rousseff
- Canadá
Stephen Harper
- China
Xi Jinping
- Corea del Sur
Park Geun-hye
- Estados Unidos
Barack Obama
- Francia
François Hollande
- India
Manmohan Singh
- Indonesia
Susilo Bambang Yudhoyono
- Italia
Enrico Letta
- Japón
Shinzō Abe
- México
Enrique Peña Nieto
- Reino Unido
David Cameron
- Rusia
Vladímir Putin
(anfitrión)
- Turquía
Recep Tayyip Erdoğan
- Unión Europea
José Manuel Barroso
- Unión Europea
Herman Van Rompuy